# Le Mesnil-Amelot
Le Mesnil-Amelot je francouzská obec v departementu Seine-et-Marne v regionu Île-de-France. V roce 2012 zde žilo 852 obyvatel. Na území obce leží část letiště Charlese de Gaulla.

## Sousední obce
Mauregard, Mitry-Mory, Moussy-le-Vieux, Thieux, Tremblay-en-France (Seine-Saint-Denis), Villeneuve-sous-Dammartin

## Vývoj počtu obyvatel
Počet obyvatel